# Туапсинська операція
Туапсинська опера́ція (рос. Туапсинская операция) — фронтова оборонна операція радянських військ Чорноморської групи військ Закавказького фронту (генерал-полковник Тюленєв І. В.) у ході стратегічної битви за Кавказ у 1942—1943 роках. Операція відбувалася у два етапи: на першому — з 25 вересня до 23 жовтня — війська вермахту вели активні наступальні дії за планом операції «Аттика», прорвавшись до рубежу річки Пшиш, гори Семашко, сіл Шаумян та Гойтх; на другому — з 23 жовтня до 20 грудня 1942 року — контрудар радянської 18-ї армії та спроба німецьких військ розвинути успіх у районі гори Семашко.

## Історія

### Передумови
10 вересня 1942 року Головнокомандування сухопутних військ Третього Рейху видало командувачу групи армій «A» генерал-фельдмаршалу В.Лісту директиву про проведення наступальної операції на туапсинському напрямку. Основним замислом операції було відновити активні наступальні дії на Північному Кавказі, завдати потужного удару у напрямку на стратегічно важливе місто-порт Туапсе, та в такий спосіб відрізати війська Червоної армії, що утримували смугу поздовж чорноморського узбережжя від Новоросійська до Туапсе. Бої, що не втихали на цьому напрямку протягом липня-серпня, поступово втратили свою напруженість. Побічно, відносній стабілізації та зниженню активності на туапсинському напрямку сприяло перекидання основних сил 1-ї танкової армії вермахту на грозненський напрямок, а також передислокації низки піхотних частин під Новоросійськ.

### Склад сторін

#### СРСР
- Чорноморська група військ (командувач генерал-полковник Черевиченко Я. Т.)
  - 18-та армія (командувач генерал-лейтенанта Камков Ф. В., з 9 жовтня 1942 р. — генерал-майор Гречко А. А.)
  - 56-та армія (командувач генерал-майор Рижов О. І.)
  - 5-та повітряна армія (командувач генерал-лейтенант авіації Горюнов С. К.)

#### Німеччина
- 17-та армія (командувач генерал-полковник Ріхард Руофф)
  - 44-й армійський корпус (командир генерал артилерії Максиміліан де Ангеліс)
  - 57-й танковий корпус (командир генерал танкових військ Фрідріх Кірхнер)
  - Частини 49-го гірського корпусу (командир генерал гірсько-піхотних військ Рудольф Конрад)
  - 4-й повітряний корпус (командир генерал авіації Курт Пфлюгбайль)

### Операція «Аттика»
З метою підготовки до проведення операції «Аттика» угруповання військ 17-ї армії отримало посилення та поповнення. З району Приельбрусся на Туапсинський напрямок прибули 1-ша та 4-та гірсько-піхотні дивізії 49-го гірського корпусу, 46-та піхотна дивізія, батальйони трьох іноземних легіонів і кілька частин особливого призначення. Надійшло поповнення особовим складом до двох піхотних, двох єгерських і двох моторизованих дивізій. З повітря операцію підтримує авіація 4-го повітряного корпусу. На головному напрямку від Нефтегорська на Котловину наступало ударне угруповання «Туапсе» генерала Г. Ланца. Допоміжний удар завдавався від Гарячого Ключа на напрямках, що сходяться, на Шаумян з метою оточення основних сил 18-ї армії генерал-лейтенанта Камкова Ф. В., відрізати Чорноморську групу військ від головних сил Закавказького фронту та позбавити Чорноморський флот його баз та портів.
23 вересня ударне угруповання 17-ї армії (14 німецьких та 7 румунських дивізій) розпочали наступ. Сім дивізій V корпусу генерала Вільгельма Ветцеля та XLIX гірського корпусу генерала Рудольфа Конрада за підтримки окремих частин 11-ї армії генерала фон Манштейна атакували позиції радянських 18-ї та 56-ї армії. За тиждень боїв німецько-румунські війська просунулися на 11,25 км у напрямку на Туапсе, долаючи запеклий опір Червоної армії. 9 жовтня радянські війська зосередженими контратаками змогли зупинити противника на усіх напрямках та зірвати спробу військ вермахту прорватися до Туапсе.
14 жовтня німецьке угруповання «Туапсе» відновило наступ, завдаючи удари на села Шаумян та Садове. До 17 жовтня німецькі підрозділи здобули Шаумян, і просуваючись у південно-західному напрямку, створили загрозу оточення 18-ї армії. Проте, за рахунок маневру силами, радянському командуванню вдалося перекинути додаткові сили на загрозливий напрямок і переломити ситуацію на свою користь. 23 жовтня війська противника були зупинені, а з 31 числа перейшли до оборони.
У середині листопада німецькі війська здійснили третю спробу прорватися до міста через Георгієвське. До 23 листопада вони вклинилися в оборону 18-ї армії на глибину до 8 км і по фронту до 10 км, втім основної мети операції — прориву до Туапсе та опанування важливої військово-морської бази здійснити не змогли.
26 листопада 1942 року головні сили 18-ї армії (генерал-майор Гречко А. А.) фланговими контрударами відкинули противника, а до 17 грудня, попри складні погодні умови та гірсько-лісисту місцевість у зимовий період року, радянським військам вдалося ліквідувати угруповання німецької армії, що прорвалося, та відкинути його залишки за річку Пшиш. До 20 грудня основний етап боїв на туапсинському напрямку завершився, сторони перейшли до оборони своїх рубежів.